# Telêmaco Borba
Telêmaco Borba és un municipi de l'estat de Paraná a la regió sud del Brasil. La seva àrea total és 1225.676 km².

## Ciutat
Telêmaco Borba és la segona ciutat més gran de Campos Gerais, tenia 79.792 el 2020, segons l'estimació. Telêmaco Borba està molt urbanitzat, ja que només hi viuen 2.400 habitants al camp.
La ciutat va ser fundada a causa de Klabin Papel e Celulose Industry a principis dels anys quaranta. La seva fàbrica és el major productor, exportador i reciclador de paper del Brasil.
Avui, la ciutat és el sisè centre industrial més gran de Paraná, gràcies al sector paper/fusta. Per això la ciutat és la "Capital del paper i la fusta". Telêmaco Borba és un referent nacional en aquest sector, i amb un polígon industrial que acull 80 empreses amb activitats diversificades. També és un centre regional important en molts àmbits, entre ells, la salut i l'educació.

## Història

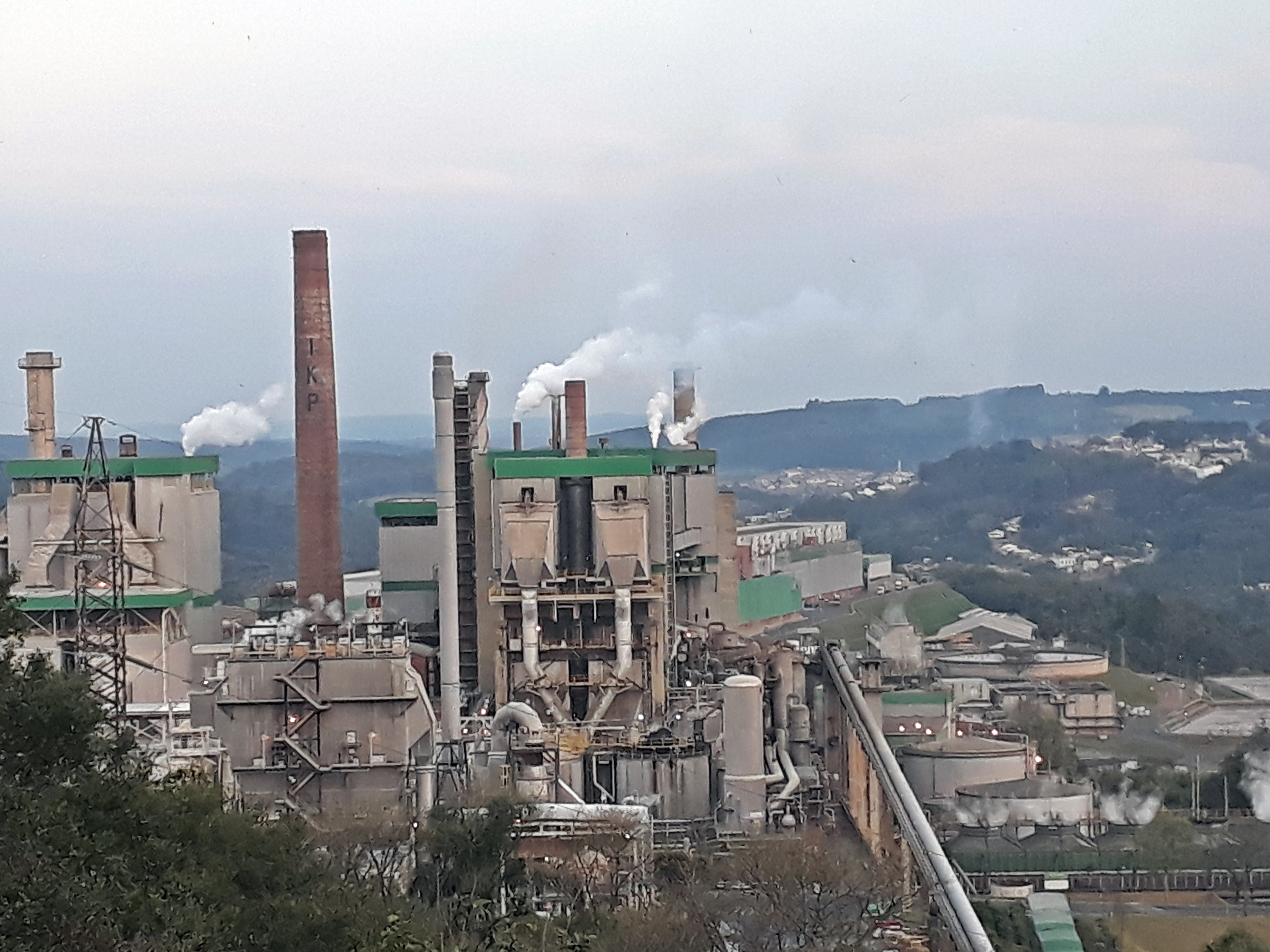
Planta de Klabin Monte Alegre, a Telêmaco Borba.

Amb la instal·lació de Klabin Industries a Tibagi, van sorgir campaments com Harmonia, Lagoa, Antas, Maua, Mandaçaia, Miranda, Mirandinha. Klabin va comprar més tard els terrenys a la riba esquerra del riu Tibagi, les instal·lacions davant de Paper Mill i Pulp. Klabin, va crear la Cia. Territorial de la Vall de Tibagi, que era responsable del desenvolupament urbanístic i de la subdivisió del sòl.
Els nous residents, la gran majoria dels empleats Klabin, van començar a trucar a la ciutat de New Town. La Ciutat Nova va ser un desenvolupament primerenc que el 25 de juliol de 1960 signat pel governador Moyses Lupion, va ser elevat a municipi sota el nom de Telêmaco Borba, amb territori pres del municipi de Tibagi.
Tanmateix, la ciutat ni tan sols es va instal·lar, ja que l'Assemblea Legislativa de l'Estat de Paraná, va revocar l'article IV de l'article 1 de la Llei núm. 4245, de 25 de juliol de 1960 i, per tant, es va extingir el municipi de Telêmaco Borba, tornant a la condició de simple districte amb territori pertanyent de nou al municipi de Tibagi, i reprenent el seu antic nom de Ciutat Nova.
Per la Llei estatal núm. 4.445, de 16 d'octubre de 1961, es va crear el Districte Administratiu de Ciutat Nova al municipi de Tibagi. El 5 de juliol de 1963, per la Llei estatal núm. 4738, signada pel governador Ney Aminthas de Barros Braga, el districte va ser elevat a municipi emancipat, amb territori pres al municipi de Tibagy, però amb el canvi de nom de nou a Telêmaco Borba definitivament.. El nom del comtat és un homenatge al coronel Telêmaco Augusto Enéas Morosini Borba.

## Geografia

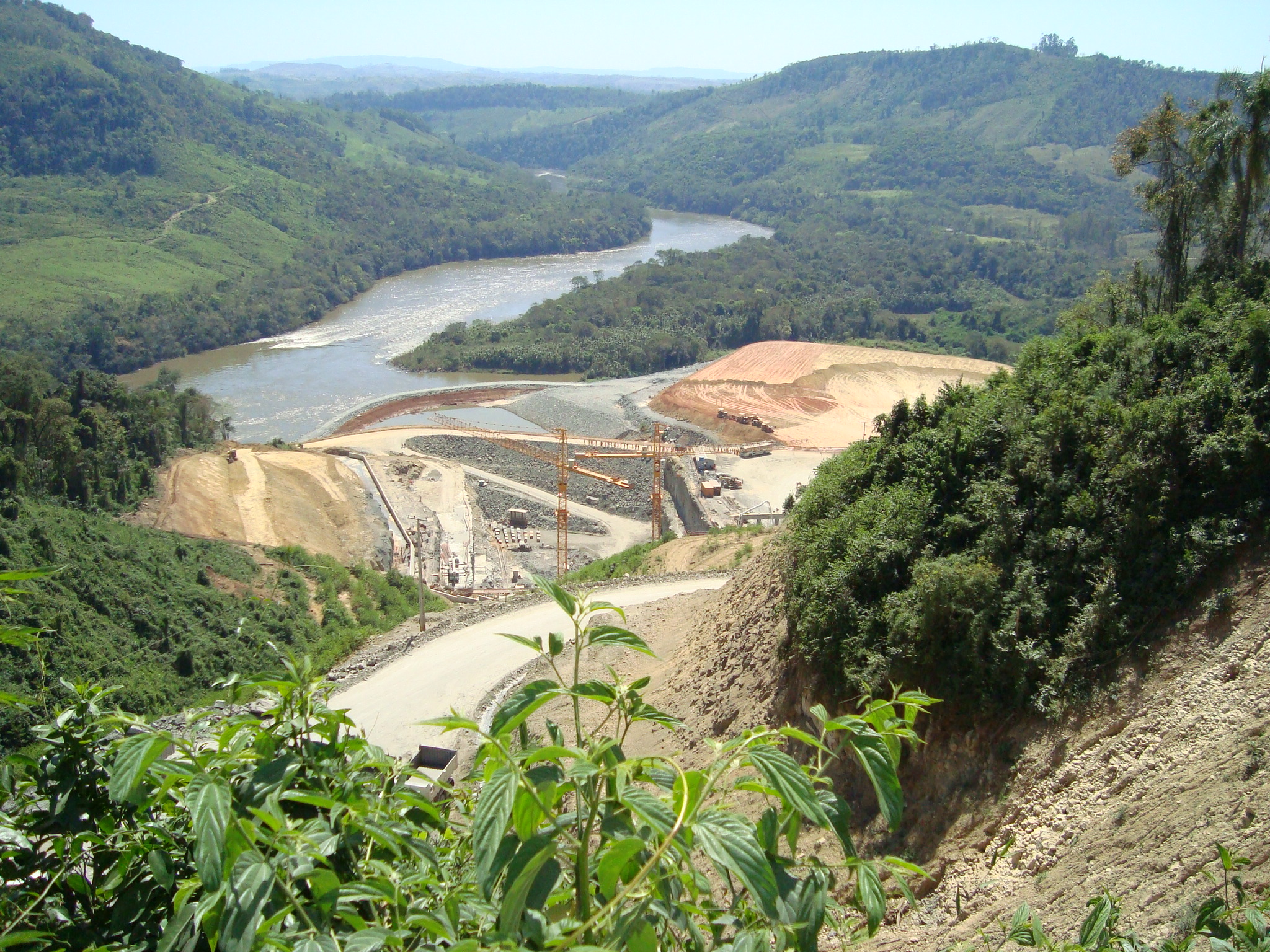
Riu Tibagi a Telêmaco Borba.

Telêmaco Borba està classificat com a clima oceànic (classificació climàtica de Köppen: Cfb), a l'estiu la temperatura puja a 27 °C, a l'hivern, la temperatura arriba als 18 °C. La temporada de pluges és de setembre a abril. Les gelades són molt habituals a l'hivern.

## Turisme

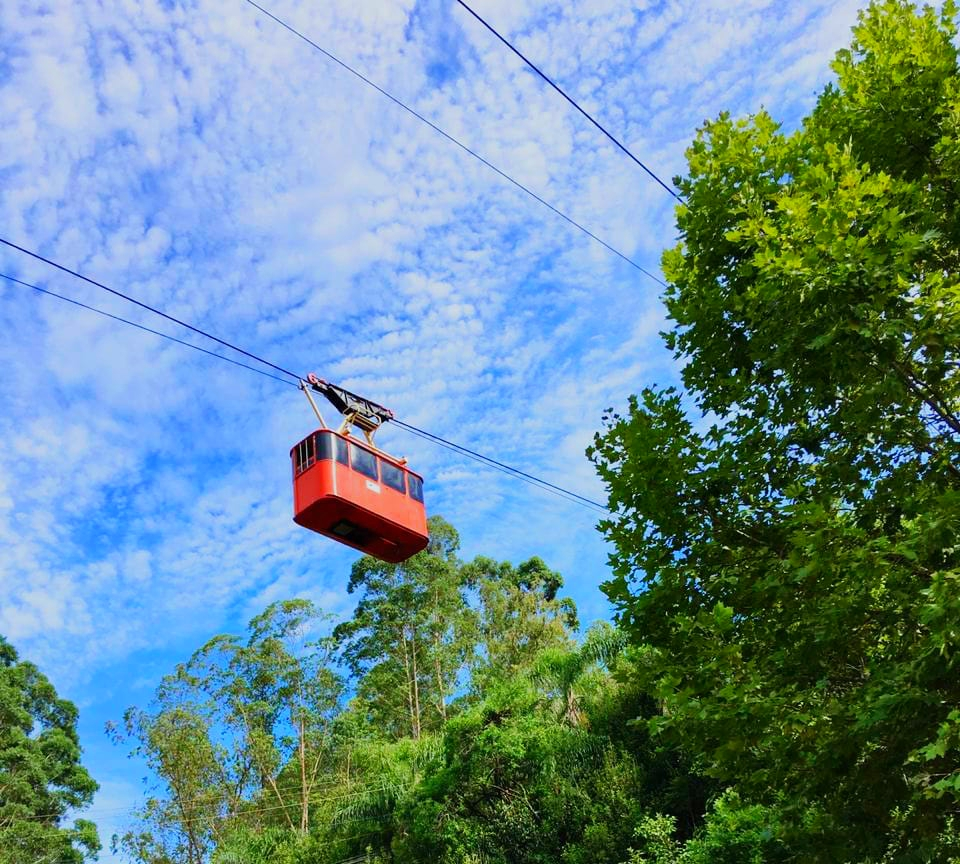
Telefèric Telêmaco Borba

- Tramvia aeri Telemaco Borba (Telefèric)
- Harmonia Grove
- Parc Ambiental Municipal Pedro Cortez
- Parc municipal del riu Tibagi
- Parc Ecològic Samuel Klabin
- Plaça Luba Klabin (Praça dos Pinheiros)
- Plaça Dr. Horacio Klabin
- Centre d'Interpretació de la Natura Frans Krajcbeg
- Casa d'Artesans
- Subministrament d'aigua de guatlla blanca Sulfurosa
- Església catòlica Nossa Senhora do Perpétuo Socorro
- Museu Municipal de Telemaco Borba
- Museu de la Fauna i la Flora
- Estany de la plaça de la Casa de Cultura
- Estany de Mandaçaia
- Cova de la Mandaçaia